# Автобан A115 (Німеччина)
Автобан A115 (A115, нім. Bundesautobahn 115) — автобан у Берліні, Німеччина. Він з’єднує Берлінське міське кільце з Берлінським кільцем, використовуючи частини старої гоночної траси АФУС. АФУС був відкритий у 1921 році як перша в Німеччині дорога з обмеженим доступом. Після Другої світової війни A 115 виконувала важливу функцію транзитної дороги між Західним Берліном і Західною Німеччиною. У 1969 році влада НДР перемістила невелику частину автобану на схід, щоб контрольно-пропускний пункт Браво в Драйліндені повністю перебував на території Західного Берліна (раніше можна було ненадовго в’їхати на територію Східної Німеччини після проходження прикордонного контролю в Західному Берліні , що створило деякі проблеми для східнонімецького режиму).
З 1975 року до возз'єднання А 115 був відомий як А 15.
Хоча частини сьогоднішнього автобану A115 (АФУС) були побудовані раніше за будь-який інший автобан у Німеччині, АФУС не використовувався для громадського руху до моменту відкриття того, що сьогодні є Автобан 555, який відкрився в 1932 році і є іншим претендентом на "Першу в Німеччині автомагістраль з обмеженим доступом».